# Crotalaria strigosa
Crotalaria strigosa là một loài thực vật có hoa trong họ Đậu. Loài này được Bojer miêu tả khoa học đầu tiên.